# Hydriomena exasperata
Hydriomena exasperata là một loài bướm đêm trong họ Geometridae.